# Gemma Rodríguez i Villanueva
Gemma Rodríguez Villanueva (Barcelona, 1973) és una gestora cultural, guionista i dramaturga catalana. Ha exercit de presidenta de Guionistes Audiovisuals de Catalunya (GAC) i en la seua vessant de dramaturga ha estrenat més d'una desena d'obres dins i fora dels Països Catalans, algunes de les quals han estat traduïdes al francès, portuguès, rus, anglès i italià.
Formada en els tallers d'escriptura de la Sala Beckett del dramaturg i director teatral valencià José Sanchis Sinisterra, Rodríguez i Villanueva ha treballat com a guionista televisiva i d'Internet amb guions per a documentals interactius i sèries de ficció. Fou autora resident del Teatre Nacional de Catalunya (TNC) en la temporada 2003-2004 amb l'estrena de T’estimaré infinittt i autora convidada al Royal Court de Londres l'any 2008 —dècada en la qual fou distingida amb diversos guardons. També ha exercit de gestora cultural de projectes europeus, com a ajudant de direcció en muntatges i en l'equip de direcció artística del Festival Internacional de Teatre de Sitges i del Festival Iberoamericà de Teatre de Cadis.
És membre del PEN Català i el 1998 es convertí en sòcia fundadora de l’associació de dones creadores Projecte Vaca. Ha format part del Consell Assessor de la Institució de les Lletres Catalanes i del Fòrum d’Associacions de Guionistes de l’Audiovisual.

## Estil dramàtic
L'obra dramàtica de Gemma Rodríguez i Villanueva és considerada propera a la comèdia en relació amb qüestions polèmiques d'actualitat. La seva aproximació pretén distanciar-se amb un posicionament crític i àcid d'allò que envolta l'espectador. En diverses peces tals com L’ham, se l'ha descrit com a propera als corrents escènics alemanys contemporanis de Marius von Mayenburg i de Roland Schimmelpfennig.

## Guardons
- Premi Maria Teresa León de 2002, atorgat per l'Associació de Directors d'Escena d'Espanya[5][4]
- Premi Crítica Serra d’Or de Teatre de 2008, atorgat per Serra d'Or[5][4]